# وزارة العمل والحماية الاجتماعية للسكان (أذربيجان)
وزارة العمل والحماية الاجتماعية للسكان - (بالأذرية: Azərbaycan Respublikası Əmək və Əhalinin Sosial Müdafiəsi Nazirliyi) هي وزارة أذربيجانية مسؤول عن توفير الحماية الاجتماعية للسكان أذربيجان وتنظيم سوق العمل. يرأس الوزارة آنار علييف.

## تاريخ الوزارة
تأسست وزارة العمل والحماية الاجتماعية للسكان وفقًا للوائح المعتمدة بموجب القرار لرئيس جمهورية أذربيجان سابقا أبو الفضل إلجي بيك المؤرخ 10 ديسمبر 1992.
بالقرار نفسه ألغيت وزارة الضمان الاجتماعية لجمهورية أذربيجان لجنة القضايا الاجتماعية ووأنشئت وزارة العمل والحماية الاجتماعية للسكان على أساسهما.

## وظائف الوزارة
- إعداد السياسة الحكومية في مجال العمل، الضمان الاجتماعي، التقاعد، الديموغرافيا والهجرة تنفيذ وفقا للقانون؛
- تهيئة الظروف اللازمة لزيادة المبادرة وريادة الأعمال من السكان القادرين على العمل، وضمان حماية حقوق الاجتماعية والعمل للعاملين في الإدارة والمنظمات؛
- تنفيذ سياسات تهدف إلى الحد من البطالة وتوظيف الفئات الأكثر ضعفا في سوق العمل، وخاصة الشباب والنساء المتعددات اللأطفال واللاجئين والمشردين داخليا والمعوقين وأفراد أسرة الشهيد والمحتجزين؛
- إعداد الإجراءات تهدف إلى إنشاء وظائف جديدة بالاشتراك السلطات التنفيذية ذات الصلة والمؤسسات الحكومية وغير الحكومية ؛
- إعداد مقترحات بشأن تنظيم مساعدات الدولة للفئات ذات الدخل المنخفض من السكان، وتنظيم الخدمات الاجتماعية المعوقين؛
- تنسيق العمل في مجال التعاون الدولية والبحث العلمي على المسائل الديموغرافيا والعمل والحماية الاجتماعية؛
- إعداد العروض لتعزيز والتحسين التشريعات المتعلقة بمجال حماية الاجتماعية للسكان، وتقديم إلى الهيئات ذات الصلة؛ [3]

## قيادة
- الوزير - آنار علييف[4]

### نواب
- إدريس إساييف
- ماتين كريملي
- تاتيق ممادوف
- إلقار رحيموف